# 布莱斯河畔蒙特勒伊
布莱斯河畔蒙特勒伊（法語：Montreuil-sur-Blaise，法語發音：[mɔ̃tʁœj syʁ blɛz]）是法国上马恩省的一个市镇，属于圣迪济耶区。

## 地理
布莱斯河畔蒙特勒伊（48°28'37"N, 4°57'52"E）面积1.36 平方千米，位于法国大東部大區上马恩省，该省份为法国东北部内陆省份，北起马恩省和默兹省，西接奥布省，西南接科多尔省，东南接上索恩省，东临孚日省。
与布莱斯河畔蒙特勒伊接壤的市镇（或旧市镇、城区）包括：布鲁斯瓦勒、布莱斯河畔沃、瓦西。

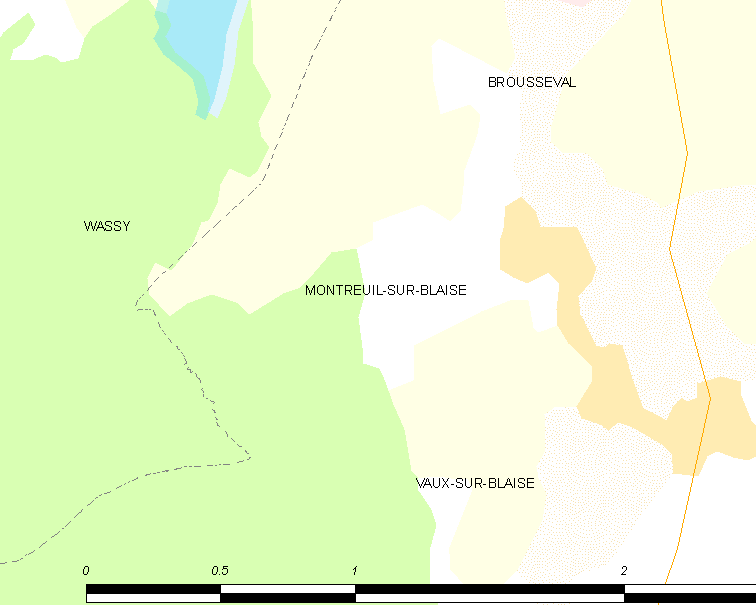
布莱斯河畔蒙特勒伊的OSM定位图

布莱斯河畔蒙特勒伊的时区为UTC+01:00、UTC+02:00（夏令时）。

## 行政
布莱斯河畔蒙特勒伊的邮政编码为52130，INSEE市镇编码为52336。

## 政治
布莱斯河畔蒙特勒伊所属的省级选区为瓦西县。

## 人口

1962-2008年间布莱斯河畔蒙特勒伊人口变化图示

布莱斯河畔蒙特勒伊于2022年1月1日时的人口数量为132人。